# Le Grand-Bourg
Le Grand-Bourg ist eine Gemeinde in Frankreich. Sie ist der Hauptort des Kantons Le Grand-Bourg im Arrondissement Guéret, im Département Creuse und in der Region Nouvelle-Aquitaine. 

## Lage
Der Fluss Gartempe durchquert das Gemeindegebiet zentral, sein Zufluss Peyroux verläuft im Süden.
Sie grenzt im Norden an Lizières, die Saint-Priest-la-Plaine und Fleurat, im Osten an Saint-Vaury, Gartempe und Montaigut-le-Blanc, im Süden an Aulon, Mourioux-Vieilleville, Bénévent-l’Abbaye und Marsac sowie im Westen an die Commune nouvelle Fursac mit der Commune déléguée Saint-Étienne-de-Fursac, Chamborand und Saint-Priest-la-Feuille.

## Bevölkerungsentwicklung
| Jahr      | 1962 | 1968 | 1975 | 1982 | 1990 | 1999 | 2008 | 2012 | 2018 |
| --------- | ---- | ---- | ---- | ---- | ---- | ---- | ---- | ---- | ---- |
| Einwohner | 2050 | 1861 | 1564 | 1369 | 1323 | 1244 | 1196 | 1217 | 1221 |

## Sehenswürdigkeiten
- Kirche Mariä Himmelfahrt (Eglise de l'Assomption-de-la-Très-Sainte-Vierge), Monument historique